# Russell Latapy
Russell Nigel Latapy (* 2. August 1968 in Port of Spain) ist ein Fußballtrainer und ehemaliger -spieler aus Trinidad und Tobago. Er war als Spieler durch seine Erfahrung und sein Spielverständnis als Spielmacher eine wichtige Stütze sowohl der Nationalmannschaft seines Heimatlandes als auch des FC Falkirk aus der schottischen Premier League.

## Karriere

### Vereinskarriere
Als Latapy seine Fußballerlaufbahn in den 1980er Jahren in Trinidad begann, wohnte er mit Dwight Yorke, dem anderen großen Fußballer Trinidads seiner Generation, in einer WG. Seitdem verbindet ihn eine Freundschaft mit Yorke. Nach einer Vereinsstation auf Jamaika zog es ihn Anfang der 1990er-Jahre nach Europa in die erste portugiesische Liga, zuerst zu Académica Coimbra und dann nacheinander zu den beiden großen Vereinen aus Porto, dem FC und Boavista. Er spielte für die beiden Vereine aus Porto 80 Mal in der portugiesischen Liga und erzielte dabei sieben Tore, wurde erster Spieler aus seiner Heimat, der in der UEFA Champions League zum Einsatz kam, und errang insgesamt vier nationale Titel: Zwei Meisterschaften (1995 und 1996 mit dem FC Porto) sowie 1997 Siege in Pokal und Supercup (mit Boavista). Im Sommer 1998 wechselte er dann nach Schottland in die dortige Premier League, wo er seitdem über 200 Mal zum Einsatz kam und 43 Tore erzielen konnte. Seine Stationen waren Hibernian, Glasgow Rangers, Dundee United und der FC Falkirk.

### Nationalmannschaft
Latapy debütierte 20-jährig im Herbst 1988 in einem WM-Qualifikationsspiel gegen Honduras bei den Soca Warriors, zuvor hatte er aber schon in den verschiedenen Jugendauswahlen seiner Heimat gespielt. In der Qualifikation zur WM 1990 in Italien war er auf Anhieb einer der Leistungsträger der Auswahl Trinidads, die aber knapp scheiterte. Seine weitere Karriere in der Auswahl des Karibikstaates zeichnet sich durch mit Phasen als Stammspieler abwechselnde Abstinenz aus, so kam er 1990, 1993, 1997 und 1998 zu keinem sowie 1994, 1995 und 1999 zu je nur einem, insgesamt in diesem Jahrzehnt lediglich zu 25 Länderspieleinsätzen. Doch erwies Latapy sich dabei als extrem torgefährlich, er erzielte in diesen 25 Spielen 23 Treffer. Nach der gescheiterten Qualifikation für die WM 2002 trat er 2001 nach 27 Toren in 57 Einsätzen aus der Nationalmannschaft zurück. Im Herbst 2005 konnten Dwight Yorke sowie Nationaltrainer Leo Beenhakker ihn überreden, mit 37 Jahren ein letztes Mal die Qualifikation zur WM-Endrunde mit den Soca Warriors zu bestreiten. Lapaty konnte trotz seines Alters die Rolle des Spielmachers im Mittelfeld wieder ausfüllen und hatte nicht unerheblichen Anteil an der Qualifikation seiner Heimat für die Fußball-Weltmeisterschaft 2006 in Deutschland. Lapaty wurde als ältester Feldspieler des Turniers in das Endrundenaufgebot seines Heimatlandes für die WM 2006 berufen.

### Als Trainer
Nach Trainer Jobs, als Co-Trainer bei Falkirk F.C. und Trinidad-Tobago, übernahm er 2009 den Cheftrainer-Job seines Heimatlandes als Nationaltrainer von TTO. 2011 trat er als Nationaltrainer von Trinidad zurück und war zwei Jahre ohne Job, bevor er 2013 Co-Trainer in Portugal bei Boavista Porto wurde. Nachdem John Hughes, 2013 Cheftrainer bei Inverness Caledonian Thistle wurde, übernahm Latapy an dessen Seite den Job als Co-Trainer. John Hughes, becoming his assistant at Inverness Caledonian Thistle. Nachdem Inverness in der Saison 2014/2015 den Scottish Cup gewonnen hatte, trat Latapy zurück. Im Februar 2017 übernahm Latapy, den vakanten Cheftrainer-Posten der U-15 Nationalmannschaft von Trinidad & Tobago. Seit 2019 trainiert er die Nationalmannschaft von Barbados.